# Bystrá nad Jizerou
Bystrá nad Jizerou (německy Bistra an der Iser) je podkrkonošská obec v okrese Semily v Libereckém kraji. Leží ve výšce 468 metrů, její rozloha je 562 ha. Z bysterských kopců a strání je výhled na hřebeny Krkonoš, dále na Ještěd, Kozákov a Strážník. Bystrá nad Jizerou je členem svazku obcí Pojizeří. Do nejbližšího regionálního centra, města Semily, je vzdálenost osm kilometrů, do krajského centra Liberce 42 kilometrů a do Prahy 116 kilometrů. Žije zde 117 obyvatel.

## Historie
První písemná zmínka o obci Bystrá nad Jizerou pochází z roku 1320.
V obci lze nalézt řadu typických podkrkonošských chalup z 19. století, mnohé z nich jsou stále obydlené místními občany, další slouží jako rekreační objekty. V roce 1907 byla v obci postavena první hasičská zbrojnice (po slavnostním znovuotevření na sjezdu rodáků a přátel v roce 2008 slouží k umístění expozice připomínající historii bysterského Sboru dobrovolných hasičů) a po první světové válce postavila tělovýchovná jednota pomník padlých, u kterého se každoročně konají pietní akty. Právě Sbor dobrovolných hasičů (založen roku 1893) a Tělovýchovná jednota (založena roku 1983) patří k hlavním organizátorům společenských akcí v obci. 

## Obyvatelstvo
Nejvíce obyvatel (621) žilo v obci v druhé polovině 19. století.
| Rok            | 1869 | 1880 | 1890 | 1900 | 1910 | 1921 | 1930 | 1950 | 1961 | 1970 | 1980 | 1991 | 2001 | 2011 | 2021 |
| -------------- | ---- | ---- | ---- | ---- | ---- | ---- | ---- | ---- | ---- | ---- | ---- | ---- | ---- | ---- | ---- |
| Počet obyvatel | 621  | 638  | 600  | 535  | 512  | 516  | 471  | 292  | 278  | 233  | 187  | 149  | 122  | 116  | 126  |
| Počet domů     | 87   | 91   | 94   | 91   | 92   | 94   | 92   | 93   | 79   | 67   | 51   | 86   | 87   | 83   | 86   |

## Obecní správa

### Obecní symboly
Znak a vlajka byly obci uděleny rozhodnutím předsedy Poslanecké sněmovny Parlamentu České republiky dne 6. června 2017.

## Památky, geologické a mineralogické zajímavosti
Přímo v obci se nachází zajímavost – dřevěný most věšadlového typu z roku 1922, který je kulturní památkou zapsanou v ústředním seznamu památek ČR. Tento most přes řeku Jizeru je jediným mostem tohoto typu v Evropě[zdroj?].
V blízkém okolí Bystré se nachází mnoho zajímavostí a turistických cílů, jako jsou Bozkovské jeskyně, Český ráj a nepříliš vzdálené Krkonoše. Mezi Mříčnou, Peřimovem a Bystrou se táhne melafyrový vrch Strážník, známý výskytem hvězdovce. Na západním výběžku Strážníku v oblasti „Na Jírově skalí“ je evropská rarita – melafyrové skalní město[zdroj?]. Skály spadají stupňovitě do údolí až dvacetimetrovými stěnami ověnčenými kamennými moři.
Zdejší horniny, bazaltické andezity, jsou doprovázeny výskytem minerálů v melafyrových mandlovcích. Nacházejí se zde minerály jako olivín, amfibol, aragonit, delessit, dolomit melafyru, hematit, onyx, achát, karneol, kalcit, ametyst, phillipsit.

## Osobnosti
V obci se narodil otec první mistryně světa v šachu žen Věry Menčíkové František Menčík.

## Fotogalerie

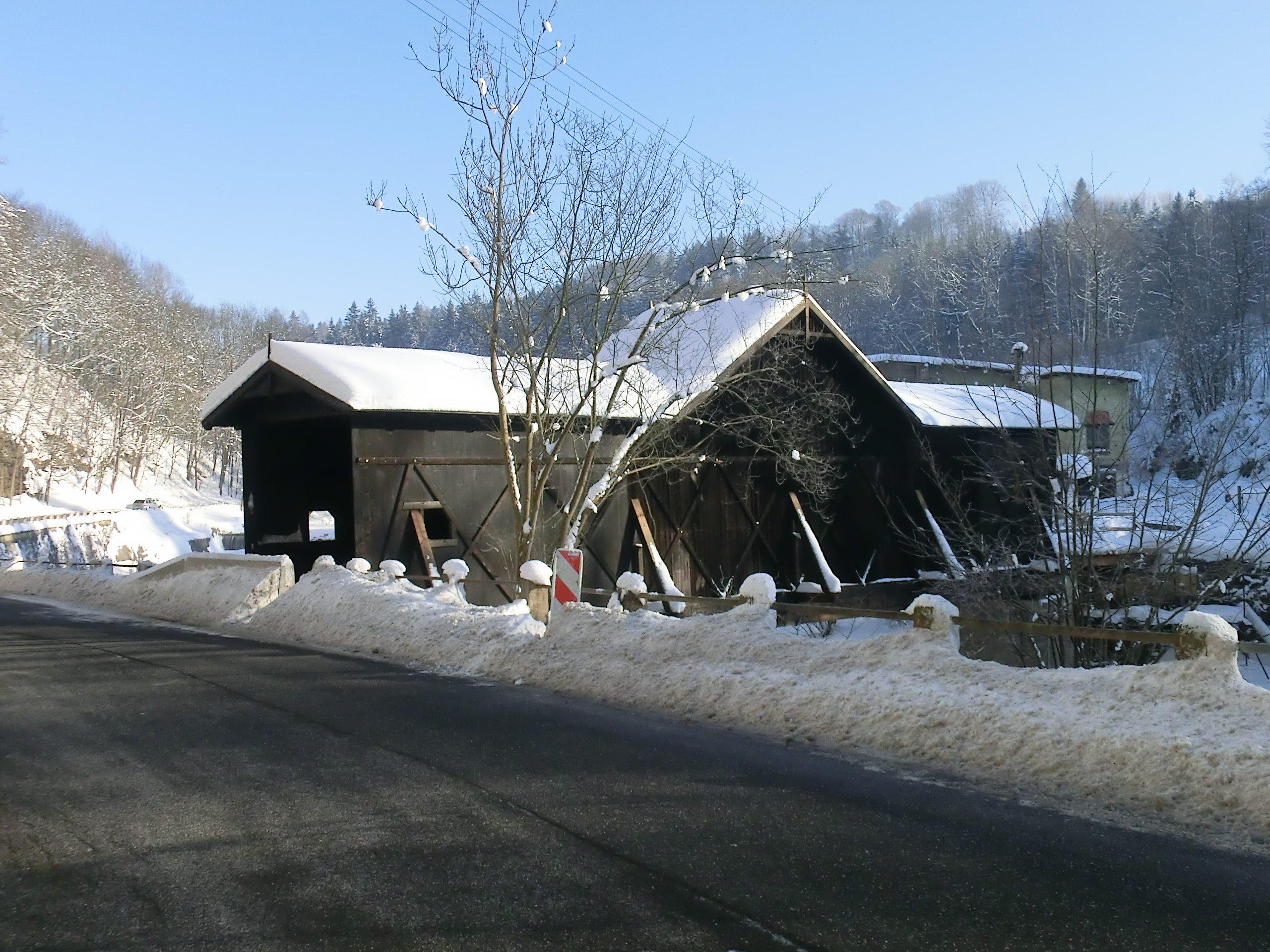
Dřevěný věšadlový most z roku 1922
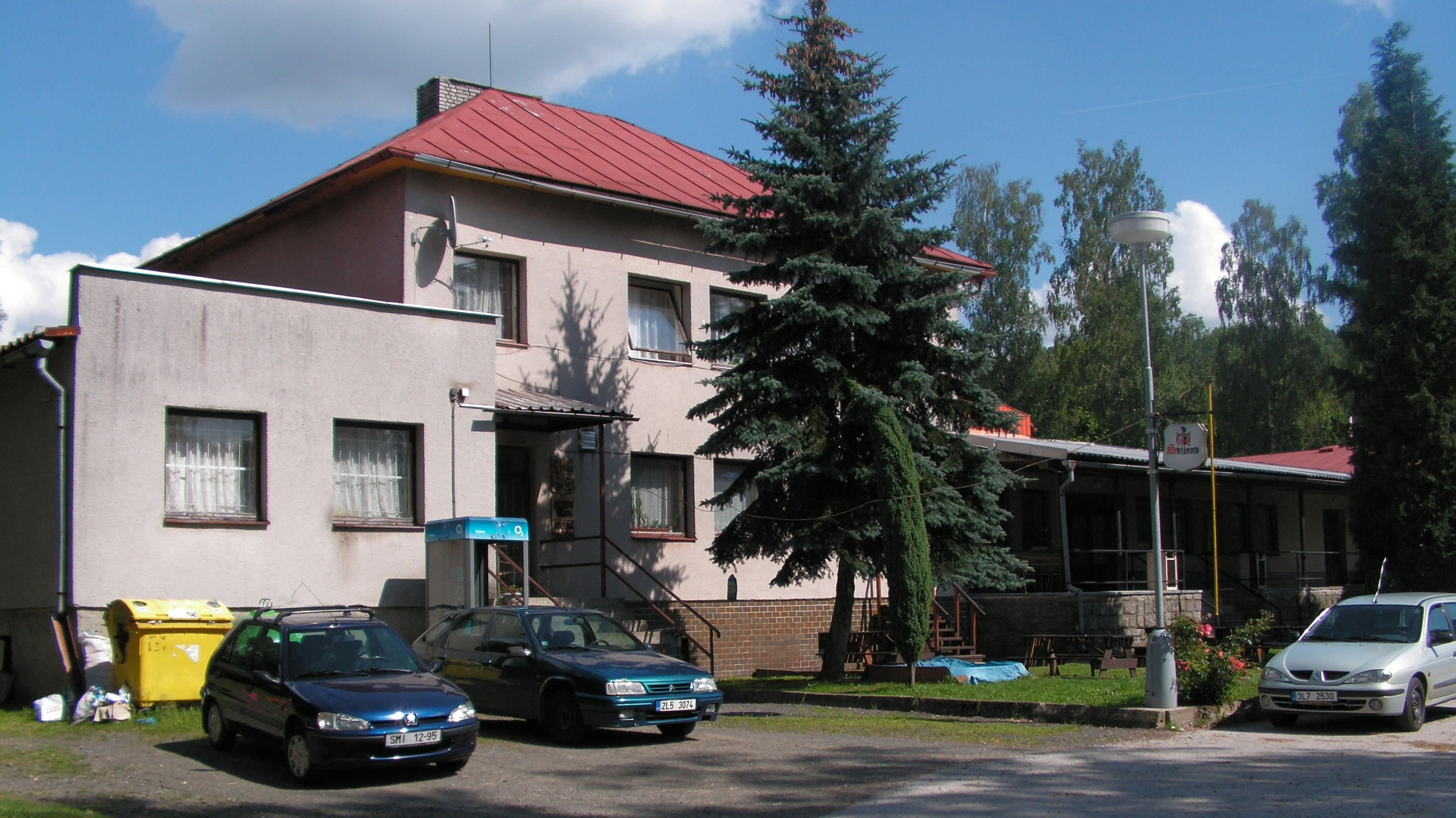
Obecní úřad v Bystré nad Jizerou
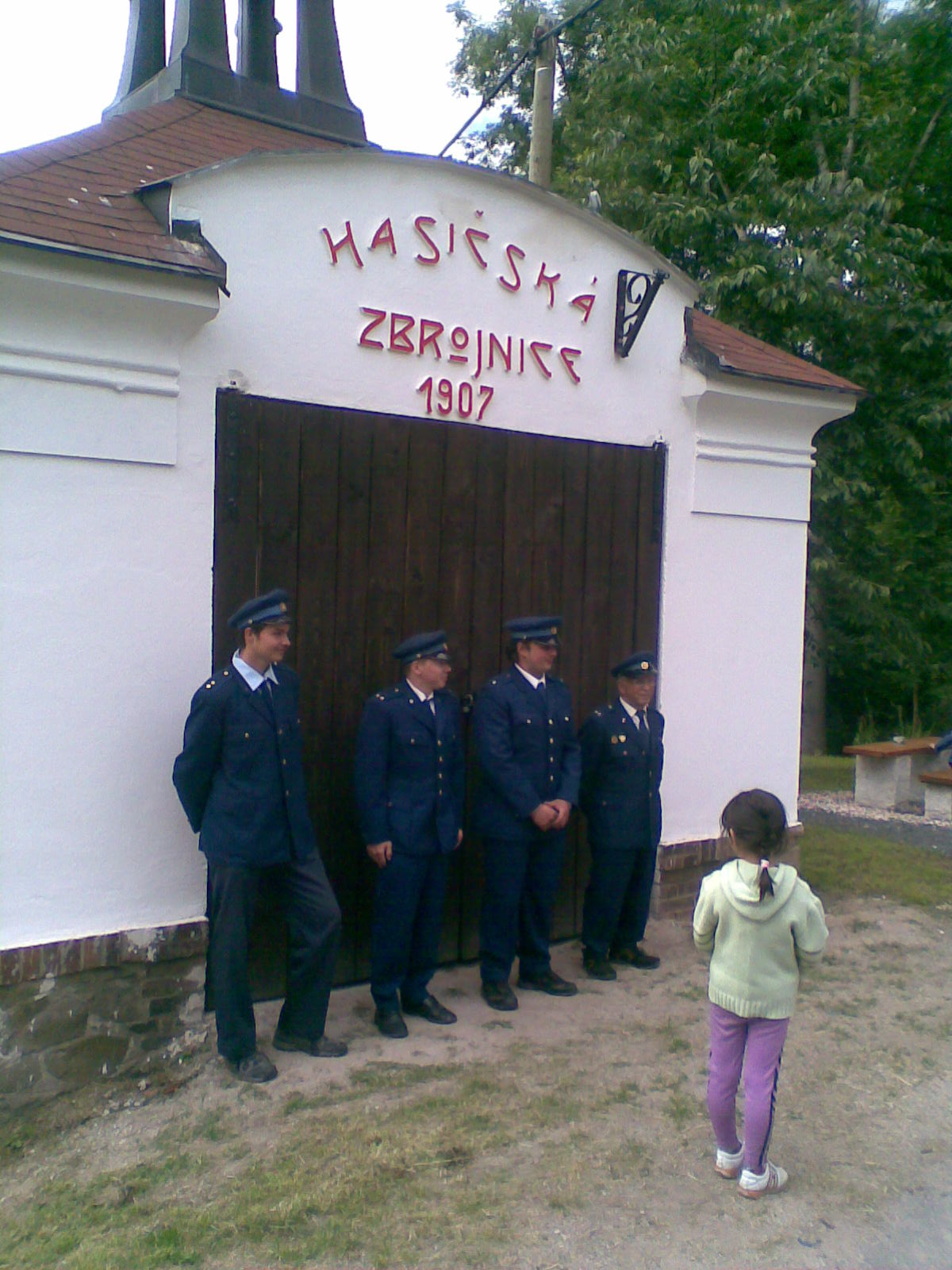
Slavnostní znovuotevření hasičské zbrojnice v roce 2008
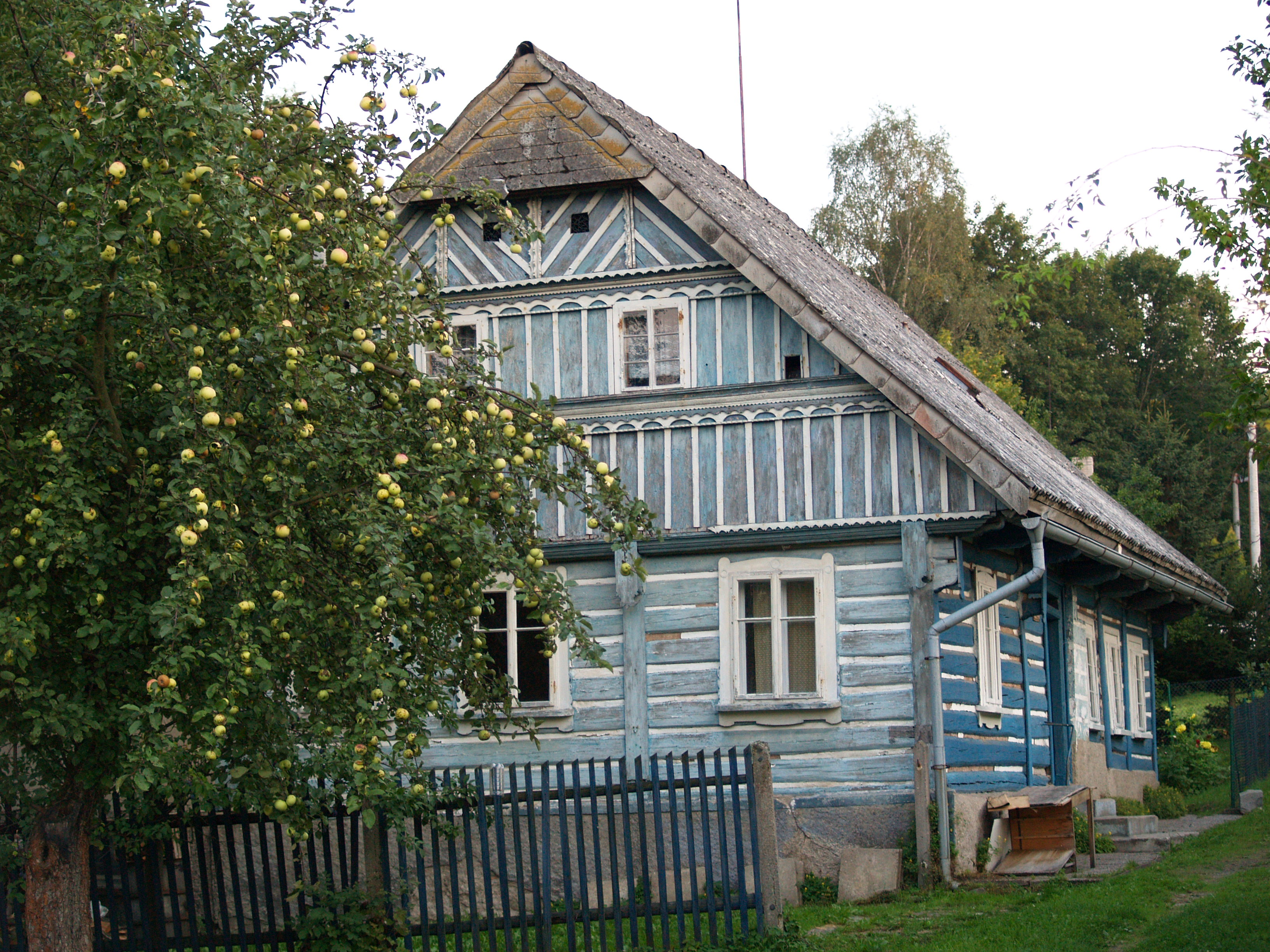
Lidová architektura v Bystré nad Jizerou